# 495 a.C.

## Eventos
- Roma:
  - Ápio Cláudio Sabino e Públio Servílio Prisco Estruto, cônsules romanos.[1]
  - O povo de Roma inicia uma rebelião, por causa das dívidas, que eles queriam que fossem abolidas. Ápio achava que a situação só seria acalmada com a execução de um ou dois dos líderes, mas Servílio, mais gentil, e preocupado com uma guerra eminente, conseguiu um decreto a favor dos devedores. Após a guerra, como a promessa não foi cumprida, o povo voltou a reclamar.[1]
- Guerras Médicas:
  - A frota fenícia sai da Jônia e submete tudo que está no seu lado esquerdo, até o Helesponto; o seu lado direito, a Ásia, já havia sido submetido pelos persas.[2]
  - A frota toma o Quersoneso, menos a cidade da Cárdia. Milcíades, o tirano, consegue fugir com cinco trirremes para Atenas, mas uma delas é capturada. Seu filho Metiochos foi levado pelos fenícios a Dario, que o honrou, e deu-lhe uma esposa persa.[2]
  - Artafernes, governador de Sárdis, ao ver os jônios brigando entre si, os chama à sua presença e faz eles aceitarem sua arbitragem para resolver pacificamente suas disputas.[2]
  - Segundo James Ussher, foi à esta época que se aplica o que está escrito no livro de Ester, «O rei Assuero impôs tributo à terra e às ilhas do mar.» (Ester 10:1–3), pois a época coincide com uma taxação sobre os Jônios feita por Artafernes, e foi quando os persas passaram a dominar as ilhas do Mar Egeu, perdidas depois por Xerxes, filho de Dario. Com isto, Ussher identifica o rei Assuero com Dario, e Ester com Artístone, considerando que Heródoto errou, ao dizer que Artístone era filha de Ciro.[2]
- China:
  - Construído o primeiro trecho, de 85 km, do Grande Canal, obra hercúlea ligando o Rio Amarelo ao Rio Azul. A obra começou no século VII, e o total de 1 800 km só foi terminado durante a dinastia Yuan (1206-1368).[3]

## Mortes
- Provável ano da morte de Histaspes, o pai de Dario, com sua primeira esposa. Morte acidental: os dois caíram ao visitar o túmulo que Dario havia preparado para si mesmo em Naqš-i Rustam.[4]
- Quarenta sacerdotes, responsáveis pelas mortes dos pais de Dario, decapitados por ordem do rei.[5]